# TextPad
TextPad – edytor tekstu dla środowiska Microsoft Windows, dostępny na zasadach shareware.
Pierwsza wersja programu pojawiła się w 1992, obecnie jest on dostępny w wersji 4.7.3. Dostępna jest również wersja 7.0.9 w innych językach, w tym w języku angielskim, pracująca w 64-bitowych systemach operacyjnych (Windows Vista, Windows 7).
Program wyróżnia się przede wszystkim obsługą wyrażeń regularnych przy wyszukiwaniu i modyfikacji tekstu.